# Industrieökonomik
Die Industrieökonomik (englisch industrial organization oder industrial economics) ist ein volkswirtschaftlicher Ansatz, der sich mit der Interaktion zwischen Markt und Unternehmen beschäftigt. Dabei werden Wettbewerbsprozesse auf allen Märkten betrachtet. Dazu zählen neben Industriezweigen auch alle Wirtschaftsbereiche. Die Industrieökonomik bedient sich mikroökonomischer Methoden und Konzepte, unterscheidet sich aber bei der Fokussierung auf Partialanalyse und den unvollständigen Wettbewerb.
Da sich die moderne Industrieökonomik unter Rückgriff auf die mathematische Spieltheorie immer mehr auch mit den Handlungsmöglichkeiten einzelner Unternehmen befasst, hat die Industrieökonomik auch zunehmend Bedeutung für die Betriebswirtschaftslehre, insbesondere das strategische Management bekommen. Darüber hinaus steht sie in enger Verwandtschaft zur Wettbewerbstheorie. Die Industrieökonomik liefert zudem wissenschaftliche Grundlagen für die Wettbewerbspolitik, Medienökonomie, Organisationstheorie und das Marketing.

## Geschichte des Ansatzes
Die Beschäftigung mit Märkten, auf denen nur unvollkommener Wettbewerb herrscht, reicht bis in die 1930er-Jahre zurück. In den 1950er-Jahren war es dann der US-Amerikaner Joe Bain, der auf der Basis umfangreicher empirischer Studien als erster Ökonom die unterschiedlichen Formen unvollkommenen Wettbewerbs klassifizierte. Ferner beschrieb er Regeln, nach denen Unternehmen, die auf solchen unvollkommenen Märkten etabliert sind, neuen Konkurrenten den Marktzugang erschweren bzw. verwehren können. Den englischen Namen dieses Forschungszweiges (Industrial Organization) prägte Bain durch die Veröffentlichung eines gleichnamigen Buches. Neben Bain waren auch die Arbeiten des ebenfalls zur Harvard-Schule zuzuordnenden Edward Sagendorph Mason bedeutend.
In den 1960er und 1970er Jahren wurden die Konzepte Bains zum einen weiter ausgearbeitet, insbesondere wurde sein Konzept der Markteintrittsbarrieren um die der Austritts- und der Mobilitätsbarrieren erweitert. Zum anderen wurde begonnen, Konzepte der mathematischen Spieltheorie auf die Industrieökonomik anzuwenden, um damit der wechselseitigen Abhängigkeit von etabliertem Anbieter und potenziellem Newcomer besser gerecht zu werden. Auf Basis der Oligopolmodelle von Antoine-Augustin Cournot (Cournot-Oligopol), Joseph Bertrand (Bertrand-Wettbewerb) und Alfred Marshall, den Arbeiten von Edward Hastings Chamberlin und Joan Robinson im Bereich der monopolistischen Konkurrenz, sowie des Hotellings Gesetzes von Harold Hotelling wurde die Industrieökonomik weiterentwickelt.
Anfang der 1980er-Jahre wendete der Ökonom Michael E. Porter die bislang wohlfahrtstheoretisch ausgerichtete Industrieökonomik auf Einzelunternehmen an und begann der Frage nachzugehen, welche Lehren der einzelne Betrieb unter strategischen Gesichtspunkten aus den Erkenntnissen der Industrieökonomik ziehen könne. Er begründete mit diesem Ansatz eine der einflussreichsten Schulen strategischen Managements, den Market-Based View.

## Grundzüge des Ansatzes
Die Industrieökonomik beschäftigt sich mit den Mechanismen, die auf durch Anbieterkonzentrationen und Marktabgrenzungen gekennzeichneten Märkten wirken. Dazu zählen sowohl die Funktionsvoraussetzungen und -weisen von Wettbewerbsprozessen, wie die Wettbewerbs- und Innovationsprozesse als solche. Gegenstand ist dabei die der mikroökonomischen Preispolitik entspringende Frage nach der optimalen Allokation, die durch einen funktionsfähigen Wettbewerb realisiert wird. Im Mittelpunkt steht das Marktstruktur-Marktverhalten-Marktergebnis-Paradigma, welches durch die Analyse relevanter Umweltschichten Parallelen zur Managementforschung aufweist: So wirkt das Zusammenspiel aus Organisationsfähigkeit und Umweltbedingungen (Marktstruktur) über die Strategie (Marktverhalten) auf das Unternehmensergebnis (Marktergebnis).
Die Industrieökonomik fragt nach dem Einfluss, den die Struktur (die Organisation) einer Branche (von Bain als Industrie bezeichnet) bzw. einer oligopolistischen Gruppe innerhalb einer Branche auf das Verhalten und damit den ökonomischen Erfolg der Mitglieder der Branche bzw. der Gruppe hat. Da die Industrieökonomik den wirtschaftlichen Erfolg von Unternehmungen aus der Marktstruktur heraus erklären will, hat die Herausarbeitung der relevanten Parameter der Marktstruktur und eine dem folgende Klassifizierung möglicher Marktformationen für sie eine besondere Bedeutung. Bain unterscheidet Märkte bzw. Branchen entlang dreier Parameter:
- dem Grad der Anbieterkonzentration,
- dem Grad der Produktdifferenzierung und
- der Höhe der Eintrittsbarrieren der Industrie oder des Marktes.

In der Industrieökonomik sind Untersuchungen zum Zusammenhang zwischen Marktstruktur und Marktergebnis durchgeführt worden, welche sich insbesondere um die Erklärung der Erfolgsunterschiede im Interbranchenvergleich bemüht. Parallelen zwischen Managementfragen und Industrieökonomik sind vor allem in inhaltlicher Hinsicht und dem relevanten Umweltausschnitt zu sehen. So wirkt das Zusammenspiel aus Organisationsfähigkeiten und Umwelt (Struktur) über die Strategie (Verhalten) zum Unternehmenserfolg (Ergebnis).
Insgesamt lassen sich drei Richtungen unterscheiden:
1. Harvard School: Im Rahmen des Harvard School-Ansatzes, unter anderem vertreten durch Bain, Mason, Clark und Baumol, werden Branchen deskriptiv-analystisch bzw. handlungstheoretisch untersucht, wobei der potenzielle Wettbewerb als die wesentliche Determinante einer guten Performance (Marktergebnis) angenommen wird. Im Unterschied zur Chicago School kann es für Vertreter der Harvard School durchaus akzeptabel sein, wenn das Marktergebnis durch potentiellen Wettbewerb erreicht wird.
2. Chicago School: Sie wird u. a. vertreten durch John McGee sowie George Stigler, die davon ausgeht, dass der Wettbewerb funktionsfähig ist, wenn genügend tatsächlicher oder potenzieller Wettbewerb vorhanden ist. Dieser normativ-analytische bzw. wohlfahrtsökonomische Ansatz bildet die Grundlage für eine präventive Antitrustpolitik und Entflechtungsempfehlungen. Zusammen mit dem Ansatz der Österreichischen Schule ist die Chicago School grundsätzlich gegen Intervention des Staates. Die Vertreter der Chicago-School üben Kritik am Marktstruktur-Marktverhalten-Marktergebnis-Paradigma, da individuelle Unternehmenserfolge bzw. überdurchschnittliche Gewinne einzelner Unternehmen nicht auf mangelnden Wettbewerb durch Marktbarrieren und Konzentration, sondern auf die Unternehmensfähigkeiten zurückzuführen sind.
3. (Neue) Österreichische Schule ((New) Austrian School): Der Austrianismus entwickelte sich vorwiegend im deutschsprachigen Raum und knüpft an das schumpetersche Unternehmerkonzept an. Er wird u. a. vertreten durch Ernst Heuss, Friedrich August von Hayek und Erich Hoppmann. Im Mittelpunkt der Austrian-School-Untersuchungen stehen vor allem Wettbewerbsbeschränkungen. Zu Beginn der 1990er-Jahre wurden darauf aufbauend als „(Neo-)Austrian School of Strategy“ bezeichnete wettbewerbsorientierte Strategien entwickelt.[1] Diese Ansätze stellen Unternehmensressourcen in den Mittelpunkt strategischer Betrachtung und befassen sich mit Such- und Selektionsprozessen.

### Anbieterkonzentration
Als Industrie bezeichnet Bain Untergruppen von Unternehmungen innerhalb der wirtschaftlichen Sektoren, die, da ihre Produkte in den Augen der potenziellen Käufer starke Substitute darstellen und eine gemeinsame Gruppe von Käufern ansprechen (sollen), im direkten Wettbewerb miteinander stehen. Die Konzentration der Anbieter innerhalb einer Industrie, operationalisiert als die Anzahl der Wettbewerber und die Größe ihrer individuellen Marktanteile, wird von Bain vornehmlich aus zwei Gründen für wichtig gehalten: Bei einer höheren Anbieterkonzentration steigt der Anreiz für den einzelnen Wettbewerber mit seinen Konkurrenten zu kooperieren, um gemeinsam einen profiterhöhenden 'Industriepreis', der einem monopolistischen Preis entsprechen oder sich zumindest diesem annähern kann, und entsprechende Produktionsmengen festzulegen. Parallel sinkt für den einzelnen Wettbewerber der Anreiz, durch eigenständige Wettbewerbspolitik eine Vergrößerung des eigenen Marktanteils und Gewinns anzustreben, die jeweils nur auf Kosten der Konkurrenten gehen können.

### Produktdifferenzierung
Bain betrachtet Produktdifferenzierung vom Standpunkt der (potenziellen) Käufer eines Gutes. Je stärker zwei Güter einem Käufer als unterschiedlich erscheinen, desto weniger stellt das eine ein Substitut für das andere dar und desto geringer wird die Kreuzpreiselastizität der Nachfrage beider Güter sein. So betrachtet steht die Produktdifferenzierung in einem engen Zusammenhang mit Bains Konzept der Industrie, die dadurch gekennzeichnet ist, dass die zu einer Industrie gehörigen Produkte in den Augen der Käufer relativ gute Substitute darstellen. Innerhalb einer Industrie ist es deshalb für die Existenz von Produktdifferenzierung notwendig, dass unterschiedliche Käufergruppen verschiedene konkurrierende Produkte unterschiedlich bewerten. Dann werden, bei gleichen Produktpreisen, bestimmte Käufer das eine Produkt, andere ein Konkurrenzprodukt erwerben und, bei unterschiedlichen Preisen, bestimmte Käufer bereit sein, einen höheren Preis für ein höher geschätztes Produkt zu zahlen, während andere nur aufgrund relativ geringerer Preise zum Kauf zu bewegen sein werden. Bei der Existenz von Produktdifferenzierung verfügt jeder Anbieter aufgrund der unterschiedlichen Präferenzen, die unterschiedliche Käufergruppen den unterschiedlichen Produkten entgegenbringen, über einen mehr oder weniger großen Preisspielraum, innerhalb dessen er den Preis seines Produktes variieren kann, ohne bei Preiserhöhungen alle Kunden zu verlieren bzw. bei Preissenkungen den Konkurrenten die Kunden wegzunehmen.

### Eintrittsbarrieren
Zentrales Element der Marktstruktur-Analyse der Industrieökonomik sind die Eintrittsbarrieren. Das Konzept der Eintrittsbarrieren unterscheidet zwischen Unternehmungen, die bereits in einer Industrie etabliert sind und den Markt mit ihren Produkten beliefern (etablierte Anbieter) und solchen Unternehmungen, die nicht in der Industrie etabliert sind, dies aber durch den Bau einer neuen Fabrik und Nutzung ihrer Produktionskapazität für ein Angebot auf dem Markt versuchen könnten (potenzielle Anbieter). Unternehmungen, die sich durch den Erwerb einer bereits existierenden Fabrik in eine Industrie 'einkaufen', zählt Bain explizit nicht zu den potenziellen Anbietern, da damit nicht die Produktionskapazität der Industrie verändert wird.
Die Höhe einer Eintrittsbarriere bezieht sich auf das Ausmaß, in dem etablierte Anbieter auf lange Sicht ihre Angebotspreise über das durch die minimalen durchschnittlichen Kosten gegebene Wettbewerbsniveau heben können, ohne dass potenzielle Anbieter zum Eintritt in die Industrie angeregt werden, den Eintrittssperrenpreis. Der Tatsache, dass in der Regel weder die Gruppe der etablierten noch die Gruppe der potenziellen Anbieter homogen ist, trägt Bain durch eine weitere Unterscheidung Rechnung: Er differenziert zwischen unmittelbaren und generellen Eintrittsbedingungen. Die unmittelbaren Eintrittsbedingungen beziehen sich auf den prozentualen Überschuss des Angebotspreises über den minimalen Durchschnittskosten, den der durch die Eintrittsbarrieren am stärksten geschützte etablierte Anbieter verlangen kann, ohne den Eintritt der am wenigsten benachteiligten potenziellen Anbieter hervorzurufen. Die generellen Eintrittsbedingungen beziehen sich auf die Folge der Werte der unmittelbaren Eintrittsbedingungen, die entstehen würde, wenn sich die potenziellen Anbieter – in der Reihenfolge steigender Benachteiligung durch die Eintrittsbarrieren – nacheinander in der Industrie etablieren würden.
Klassischerweise werden drei Gruppen von Eintrittsbarrieren genannt:
1. Vorteile etablierter Anbieter aufgrund von Skalenerträgen,
2. Vorteile aufgrund absoluter Kostenvorteile und
3. Vorteile, die etablierte Anbieter aufgrund von Produktdifferenzierung genießen.

## Spieltheoretische Ansätze
Die moderne industrieökonomische Literatur (siehe beispielsweise Tirole oder Pfähler/Wiese) ist in der Hauptsache eine Anwendung der nichtkooperativen Spieltheorie auf die von Bain behandelten Fragen. Die grundlegenden spieltheoretischen Modelle der Industrieökonomik stammen von Antoine-Augustin Cournot (Cournot-Oligopol) und Joseph Bertrand (Bertrand-Wettbewerb). Diese werden sowohl als Stufenspiele (einmalige Aktionswahl) als auch als wiederholte Spiele (mehrmalige Aktionswahl) behandelt.
Häufig betrachtet man zweiperiodige Modelle. Beispielsweise wählen die Unternehmen auf der ersten Stufe ein Forschungs- und Entwicklungsbudget, das (mit bestimmten Wahrscheinlichkeiten) die Kosten reduziert. Der sich anschließende Mengen- oder Preiswettbewerb wird dann von den neuen Kostenstrukturen beeinflusst. In ähnlicher Weise behandelt man Designführerschaft und Qualitätsführerschaft als Arten der Produktdifferenzierung sowie Werbemaßnahmen oder Kompatibilitätswettbewerb.